# Самойлов, Михаил Сергеевич
Михаил Сергеевич Самойлов (30 октября 1940, Алексеевка, Чкаловская область — 5 января 2021, Курган) — советский и российский государственный и партийный деятель, председатель исполнительного комитета Курганского городского Совета народных депутатов, в дальнейшем — заместитель Губернатора Курганской области — начальник финансового управления Курганской области. Действительный государственный советник Курганской области 2 класса.

## Биография
Михаил Сергеевич Самойлов родился 30 октября 1940 года в селе Алексеевка Алексеевского сельсовета Переволоцкого района Чкаловской области, ныне село входит в Садовый сельсовет Переволоцкого района Оренбургской области.
С 1957 по 1960 год учился в Бугурусланском сельскохозяйственном техникуме
В 1960 году бригадир тракторно-полеводческой бригады совхоза «Матвеевский» в Оренбургской области;
В 1960—1963 гг. служил в рядах Советской Армии.
С 1963 года член КПСС.
В 1968 году окончил Челябинский политехнический институт по специальности «Автоматика и телемеханика».
В 1968—1970 гг. — служил в Советской армии на офицерских должностях.
С 1970 по 1984 годы работал на Курганском машиностроительном заводе старшим инженером-исследователем, начальником бюро лаборатории станков с программным управлением, заместителем председателя профкома, секретарём парткома производства № 5, заместителем секретаря и секретарём парткома завода.
С 1984 года работал в советских и партийных органах: председателем Первомайского райисполкома, первым секретарём Советского райкома КПСС города Кургана. Неоднократно избирался депутатом районного, городского и областного Советов народных депутатов.
С октября 1986 по декабрь 1988 года председатель Курганского горисполкома, затем секретарь Курганского обкома КПСС.
В 1987—1989 году окончил с отличием Академию общественных наук при ЦК КПСС.
С 1991 по 1997 годы работал на руководящих должностях в реальном секторе экономики: исполнительным директором Курганского отделения фонда «Юнона», заместителем директора ООО «Атлантик», заместителем генерального директора ООО КРСБ «Стрелец». Член Совета директоров ОАО «Аэропорт Курган»
С 1997 по 1999 годы работал первым заместителем директора департамента государственного имущества, промышленной политики и потребительского рынка Администрации Курганской области.
В 1998 году повышал квалификацию по программе «Государственная политика и государственное управление» в Академии народного хозяйства при Правительстве Российской Федерации.
В феврале 1999 года назначен начальником финансового управления администрации (правительства) Курганской области.
С 2001 по 2006 годы работал заместителем Губернатора Курганской области — начальником финансового управления Курганской области.
С 2006 года работал в коммерческих структурах.
Михаил Сергеевич Самойлов умер 5 января 2021 года.

## Награды
- Медаль ордена «За заслуги перед Отечеством» II степени (18 ноября 2000)[3]
- Юбилейная медаль «За воинскую доблесть. В ознаменование 100-летия со дня рождения Владимира Ильича Ленина»

## Семья
- Отец, Сергей Михайлович Самойлов; мать, Антонина Андреевна.
- Супруга, Галина Ивановна Самойлова, сын Сергей.